# Erik Liebreich
Erik Liebreich (auch Liebreich-Landolt, * 28. September 1884 in Berlin; † 24. November 1946 in Berlin) war ein deutscher Elektrochemiker. Er schuf die Grundlagen der Verchromungstechnik.

## Leben
Erik Liebreich wurde als Sohn des Pharmakologen Oskar Liebreich und seiner Ehefrau Anna Margareta Maria geb. Landolt am 28. September 1884 in der Ahornallee 44 in Berlin-Charlottenburg geboren. Großvater mütterlicherseits war der Chemiker Hans Heinrich Landolt, Onkel väterlicherseits der Ophthalmologe Richard Liebreich. Erik Liebreich studierte in Berlin, Straßburg und München Physik und Chemie, aber auch Jura, Medizin und Maschinenbau. Schließlich wandte er sich der Chemie zu. Er promovierte 1910 an der Technischen Hochschule Charlottenburg bei Heinrich Rubens. Später war er Privatassistent zunächst bei Rubens, dann bei Arthur Wehnelt an der Friedrich-Wilhelms-Universität Berlin. Ab 1916 arbeitete er als Assistent am Physikalischen Institut der Universität. 1923 wurde er wissenschaftlicher Mitarbeiter und 1932 stellvertretender Leiter der Abteilung für Metallchemie und Metallschutz der Chemisch-Technischen Reichsanstalt. Gleichzeitig lehrte er als Privatdozent Elektrochemie an der Technischen Hochschule. 1924 heiratete Liebreich Dorothea Schmidt-Clusius. 1933 wurde er nach dem Gesetz zur Wiederherstellung des Berufsbeamtentums entlassen. Er arbeitete daraufhin in der Industrie, unter anderem bei den Elektrochemischen Werken Bitterfeld, den Langbein-Pfanhauser Werken in Leipzig und Siemens & Halske. 1945 kehrte er an die Technische Hochschule Berlin zurück.

## Werk
Nach seiner Promotion beschäftigte sich Liebreich mit Fragen der Korrosion. Er entwickelte Rostschutzfarben und gründete die Rostschutzfarbwerke Dr. Liebreich GmbH in Reinickendorf (Scharnweberstraße 128/129). 1914 beschrieb er das Gebiet umfassend in seiner Monografie Rost und Rostschutz.
Ab 1919 wandte er sich der Galvanik zu. 1920 fand er die Grundlagen der Verchromungstechnik. Das klassische Chrombad basiert auf seinem Patent DRP 398054 von 1920, das er anschließend für die Elektro-Chrom-Gesellschaft mbH Berlin weiterentwickelte. Sein Patent DRP 448526 aus dem Jahre 1924 gilt als das Schlüsselpatent für das Verchromen. Nach der Gründung der Chrom-Interessen-Gemeinschaft im Jahre 1928 stieg die wirtschaftliche Bedeutung der Verchromungstechnik stark an. 1932 gab es in Deutschland bereits 1400 Verchromungsanlagen.

## Schriften (Auswahl)
- Erik Liebreich: Änderung der Brechungsexponenten mit der Temperatur im Ultrarot bei Steinsalz, Sylvin und Fluorit, Inaugural-Dissertation, 1910
- Erik Liebreich: Rost und Rostschutz, Vieweg, Braunschweig 1914
- Emil Maaß, Erik Liebreich: Zur Frage der Korrosion von Metallen. In: Angew. Chem. 37, 1924, S. 897–899